# Jacqueline Gerlach
Jacqueline Gerlach (* 5. Februar 1991) ist eine ehemalige österreichische Grasskiläuferin und Fitnesssportlerin. Als Grasskiläuferin startete sie von 2006 bis 2010 sowie erneut 2012 im Weltcup. Sie erreichte einen Weltcupsieg, weitere neun Podestplätze und in der Saison 2008 den zweiten Platz im Gesamtweltcup. Von 2008 bis 2010 wurde sie sechsfache Juniorenweltmeisterin und zweifache Österreichische Meisterin. Seit 2011 nimmt Gerlach im Bodybuilding/Fitnesssport an Wettkämpfen in der Bikini-Klasse teil. Ihre jüngere Schwester Nicole Gerlach war ebenfalls Grasskiläuferin.

## Karriere

### Grasski

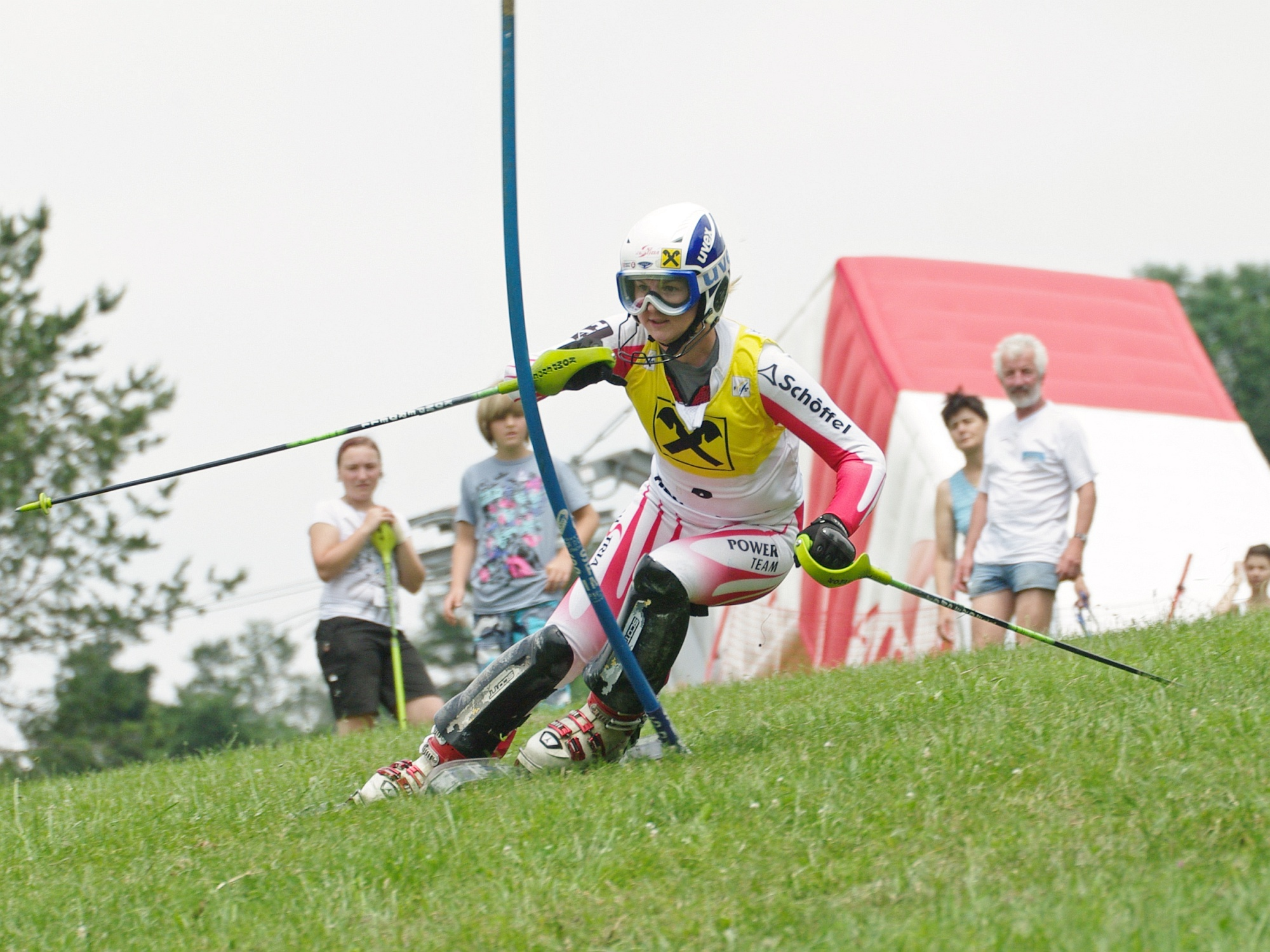
Jacqueline Gerlach bei den Österreichischen Meisterschaften 2010

Jacqueline Gerlach bestritt ihre ersten FIS-Rennen im Juni 2006 und konnte sich dabei meist unter den besten zehn platzieren. Bei ihrer ersten Juniorenweltmeisterschaft in Horní Lhota u Ostravy gewann sie zwei Bronzemedaillen im Slalom und in der Kombination; jeweils Rang vier belegte sie im Riesenslalom und im Super-G. Eine Woche später kam sie in Marbachegg auch in einem FIS-Rennen erstmals unter die besten drei. Ihr Debüt im Weltcup gab Gerlach am 19. August 2006 im Riesenslalom von České Petrovice, den sie auf Rang acht beendete. Auch bei allen weiteren Weltcuprennen der Saison 2006 fuhr sie unter die besten neun, womit sie in der Gesamtwertung den siebenten Platz belegte. Ihr bestes Einzelergebnis war der vierte Rang im Slalom von Sattel. Bei der Juniorenweltmeisterschaft im August 2007 gewann Gerlach zweimal Silber im Riesenslalom und im Super-G sowie Bronze im Slalom. In der Super-Kombination verfehlte sie nur knapp das Podest und wurde Vierte. Einen Monat später nahm sie zum ersten Mal an einer Weltmeisterschaft in der allgemeinen Klasse teil. Im tschechischen Olešnice v Orlických horách wurde sie Siebente im Slalom, Zehnte im Super-G und Elfte in der Super-Kombination. In der Weltcupsaison 2007 fuhr sie in allen ihrer Rennen unter die besten sieben und mit Platz zwei in der Super-Kombination beim Finale in Rettenbach erstmals auf das Podest. In der Gesamtwertung konnte sie sich gegenüber dem Vorjahr um einen Platz auf Rang sechs verbessern.
Im Jahr 2008 wurde Gerlach zum ersten Mal Österreichische Meisterin im Slalom. Bei der Juniorenweltmeisterschaft in Rieden war sie die erfolgreichste Teilnehmerin. Sie gewann zweimal Gold im Super-G und in der Super-Kombination sowie zweimal Silber im Slalom und im Riesenslalom. Im Weltcup 2008 kam sie in allen zehn Wettbewerben unter die besten acht, viermal gelang ihr dabei der Sprung auf das Podest. Mit diesen Resultaten erreichte sie hinter Ingrid Hirschhofer den zweiten Platz in der Gesamtwertung. Zu Beginn der Saison 2009 konnte Gerlach ihren Staatsmeistertitel im Slalom erfolgreich verteidigen. Nach ihrem ersten Sieg in einem FIS-Rennen im Slalom von Urnäsch war sie bei der Juniorenweltmeisterschaft 2009 wiederum die erfolgreichste Sportlerin. Sie gewann drei Goldmedaillen im Slalom, im Riesenslalom und im Super-G. Nur in der Super-Kombination musste sie sich nach einem schweren Fehler im Slalomdurchgang mit Rang neun begnügen. Bei der Weltmeisterschaft 2009 in Rettenbach verfehlte die damals 18-Jährige zweimal knapp das Podest. Im Riesenslalom wurde sie, ebenso wie im Slalom, bei dem sie nach dem ersten Lauf in Führung lag, Vierte. Im Super-G fuhr sie auf Rang sechs, in der Super-Kombination aber nur auf den elften und zugleich letzten Platz. Im Weltcup fuhr Gerlach in der Saison 2009 insgesamt fünfmal unter die besten drei. Am 29. August feierte sie im Riesenslalom von Maria Gugging zeitgleich mit der Japanerin Yukiyo Shintani ihren ersten und einzigen Weltcupsieg. In der Gesamtwertung belegte sie den vierten Platz.
In der Saison 2010 war ein vierter Platz im Riesenslalom von Goldingen Gerlachs bestes Weltcupresultat, erstmals seit vier Jahren fuhr sie in keinem Weltcuprennen auf das Podest. An den Rennen in Dizin sowie den letzten vier Wettkämpfen beim Finale in Italien nahm sie nicht teil. Im Gesamtweltcup fiel sie auf Rang elf zurück. Die größten Saisonerfolge gelangen ihr bei der Juniorenweltmeisterschaft 2010 in Dizin. Mit dem Sieg in der Super-Kombination wurde sie zum insgesamt sechsten Mal Juniorenweltmeisterin. Im Super-G und im Riesenslalom gewann sie jeweils hinter der Slowakin Barbara Míková die Silbermedaille, im Slalom kam sie jedoch nur auf Platz fünf. Nachdem Gerlach in der Saison 2011 keine Wettkämpfe bestritten hatte, nahm sie im Juli 2012 wieder an zwei Weltcuprennen im tschechischen Předklášteří teil, blieb dabei jedoch ohne Weltcuppunkte. Am 16. November 2019 beendete sie ihre aktive Karriere.

## Erfolge Grasski

### Weltmeisterschaften
- Olešnice 2007: 7. Slalom, 10. Super-G, 11. Super-Kombination
- Rettenbach 2009: 4. Slalom, 4. Riesenslalom, 6. Super-G, 11. Super-Kombination
- Japan 2013  Bonze im Super- G
- Italien Tambre 2015: Bronze im Salom

### Juniorenweltmeisterschaften
- Horní Lhota 2006: 3. Slalom, 3. Kombination, 4. Riesenslalom, 4. Super-G
- Welschnofen 2007: 2. Riesenslalom, 2. Super-G, 3. Slalom, 4. Super-Kombination
- Rieden 2008: 1. Super-G, 1. Super-Kombination, 2. Slalom, 2. Riesenslalom
- Horní Lhota 2009: 1. Slalom, 1. Riesenslalom, 1. Super-G, 9. Super-Kombination
- Dizin 2010: 1. Super-Kombination, 2. Super-G, 2. Riesenslalom, 5. Slalom

### Weltcup
- Saison 2006: 7. Gesamtrang
- Saison 2007: 6. Gesamtrang
- Saison 2008: 2. Gesamtrang
- Saison 2009: 4. Gesamtrang
- Saison 2010: 11. Gesamtrang
- Saison 2014: 4. Gesamtrang
- Saison 2015: 3. Gesamtrang
- Saison 2016 1. Gesamtrang
- Ein Sieg (Riesenslalom am 29. August 2009 in Maria Gugging) und weitere neun Podestplätze

### Österreichische Meisterschaften
- Österreichische Meisterin im Slalom 2008 und 2009
- Saison 2016: 4fache Österreichische Meisterin